# 239890 Edudeldon
239890 Edudeldon este un asteroid din centura principală de asteroizi.

## Descriere
239890 Edudeldon este un asteroid din centura principală de asteroizi. A fost descoperit pe 1 septembrie 2000 la Saltsjobaden de A. Brandeker. Asteroidul prezintă o orbită caracterizată de o semiaxă mare de 2,32 ua, o excentricitate de 0,24 și o înclinație de 2,5° în raport cu ecliptica.